# 月鲁哥
月鲁哥（1262年—1305年），元朝高昌回鶻畏兀儿人。
月鲁哥随祖达即度内迁大都（今北京市）。左翼宗王乃颜叛乱，元世祖忽必烈亲征，月鲁哥年二十六，奋战有功。元成宗时，率兵镇守北方。后为大都的兵马都指挥使，追封为高昌王，谥庄肃。事迹见于虞集《道园学古录》卷16《大宗正府札鲁火赤高昌王神道碑》。孙子名达里麻吃剌，即吃剌失思·亦都護。